# Noyon
Noyon er en by i departementet Oise i regionen Hauts-de-France i det nordlige Frankrig. Byen ligger ved floden Oise, 24 kilometer nord for Compiègne og cirka 100 kilometer nord for Paris. Den har 12.810 (2022) indbyggere.